# Лиховид Михайло Степанович
Михайло Степанович Лиховид (28 лютого 1922, с. Могриця Сумський район Сумська область — 12 серпня 1944, поблизу м. Рава-Руська, нині Жовківський район, Львівська область) — радянський військовий льотчик, заступник командира ескадрильї 104-го гвардійського Краківського ордена Олександра Невського винищувального авіаційного полку 9-ї гвардійської Маріупольської ордена Богдана Хмельницького винищувальної авіаційної дивізії 7-го винищувального авіаційного корпусу 8-ї повітряної армії 1-го Українського фронту, гвардії старший лейтенант, Герой Радянського Союзу, посмертно.

## Життєпис
Народився 28 лютого 1922 року в селі Могриця Сумського району Сумської області у селянській родині. Українець. Член ВКП(б) з 1944 року. З 1934 року мешкав у місті Луганську, де працював на заводі. Після закінчення середньої школи вступив до Московського інституту інженерів ЦПФ.
У Червоній Армії з 1940 року. У 1941 році закінчив Качинську військово-авіаційну школу пілотів.
Учасник німецько-радянської війни з червня 1941 року. Воював на Південному, Закавказькому, 4-м, 2-м та 1-м Українських фронтах. Був поранений.
Старший лейтенант гвардії Михайло Лиховид здійснив 208 бойових вильотів, у 44 повітряних боях особисто збив 16 і у групі 11 літаків противника. Великої шкоди завдав ворогові штурмовими діями. Загинув трагічно 12 серпня 1944 року при заправці пальним літака для евакуації з місця вимушеної посадки поблизу міста Рава-Руська (Львівська область).

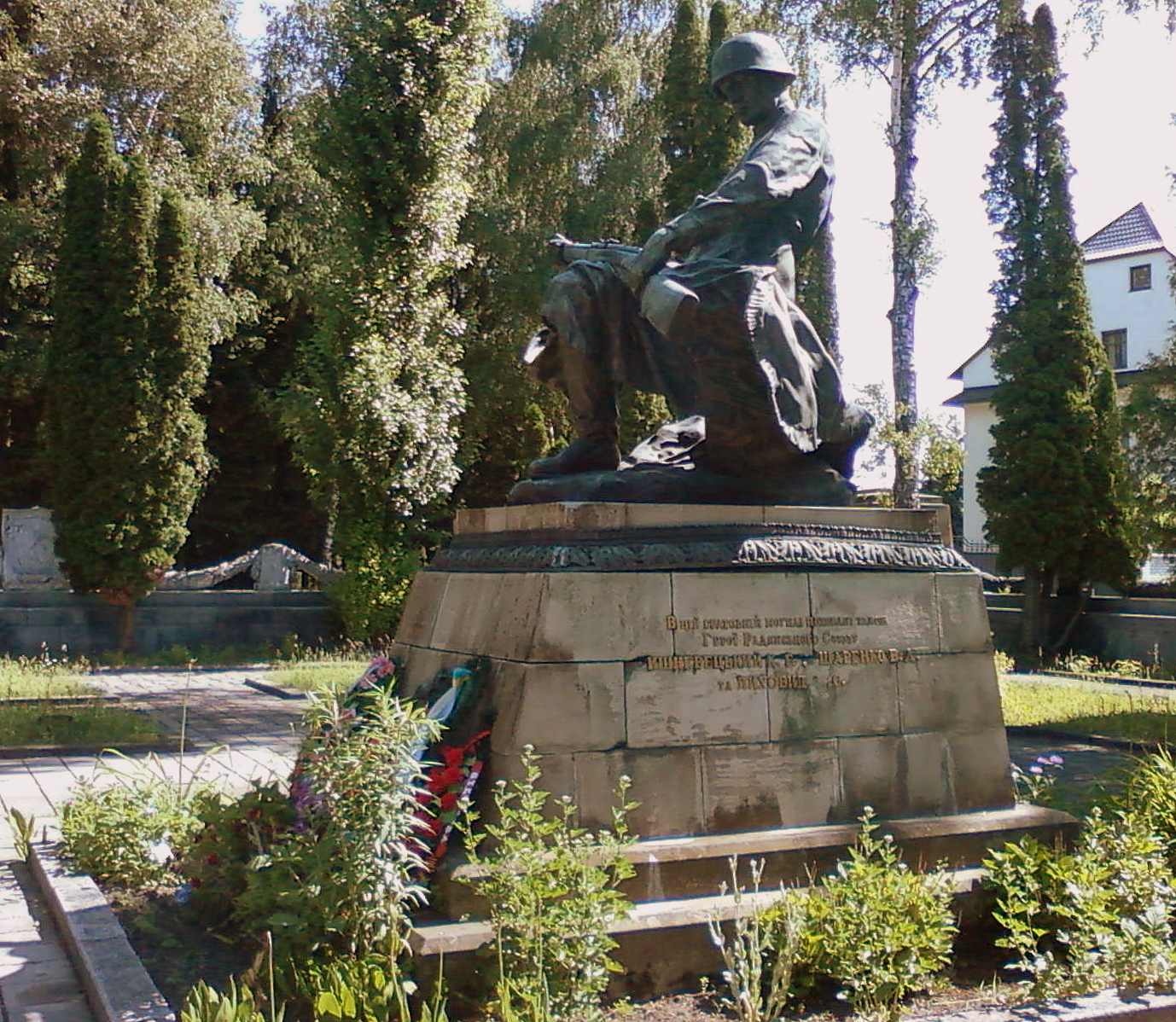
Пам'ятник на могилі Героя Радянського Союзу Михайла Лиховида на Пагорбі Слави у Львові

Спочатку був похований у місті Раві-Руській, але згодом перепохований у братській могилі на пагорбі Слави у Львові. На місці поховання у Львові встановлено скульптуру радянського солдата на високому гранітному постаменті. На постаменті зазначено прізвища Героїв Радянського Союзу, які поховані у ній разом з Михайлом Лиховидом.
Указом Президії Верховної Ради СРСР від 27 червня 1945 року за зразкове виконання бойових завдань командування на фронті боротьби з німецько-фашистськими загарбниками і проявлені при цьому мужність і героїзм, гвардії старшому лейтенанту Лиховид Михайлу Степановичу посмертно присвоєно звання Героя Радянського Союзу.
Нагороджений орденом Леніна, трьома орденами Червоного Прапора.

## Нагороди
- Медаль «Золота Зірка» Героя Радянського Союзу;
- орден Леніна;
- Три ордени Червоного Прапора.

## Вшанування
Ім'ям льотчика був названий житловий квартал Луганська. У селищі Магерові, що на Львівщині зберігся пам'ятний знак Герою Радянського Союзу Михайлові Лиховиду.